# 古比雪夫斯基扎通
古比雪夫斯基扎通（羅馬化：Kuybyshevskiy Zaton，羅馬化：Kuybışev Zatonı）是俄罗斯鞑靼斯坦共和国的市级镇，为卡姆斯科耶乌斯季耶区第二大聚居地。地处鞑靼斯坦共和国西部，位于区行政中心卡姆斯科耶乌斯季耶西南侧、共和国首府喀山南方。
古比雪夫斯基扎通镇位于古比雪夫水库沿岸，在卡马河汇入伏尔加河处的对岸。南侧有一小河伊希姆卡河（Ишимка）汇入伏尔加河。
该地2022年人口有2,360人；2010年人口2,677；2002年人口2,914；1989年人口2,922。